# ジョン・フレミング (初代準男爵)
初代準男爵サー・ジョン・フレミング（英語: Sir John Fleming, 1st Baronet、1701年頃 – 1763年11月5日）は、グレートブリテン王国の準男爵。

## 生涯

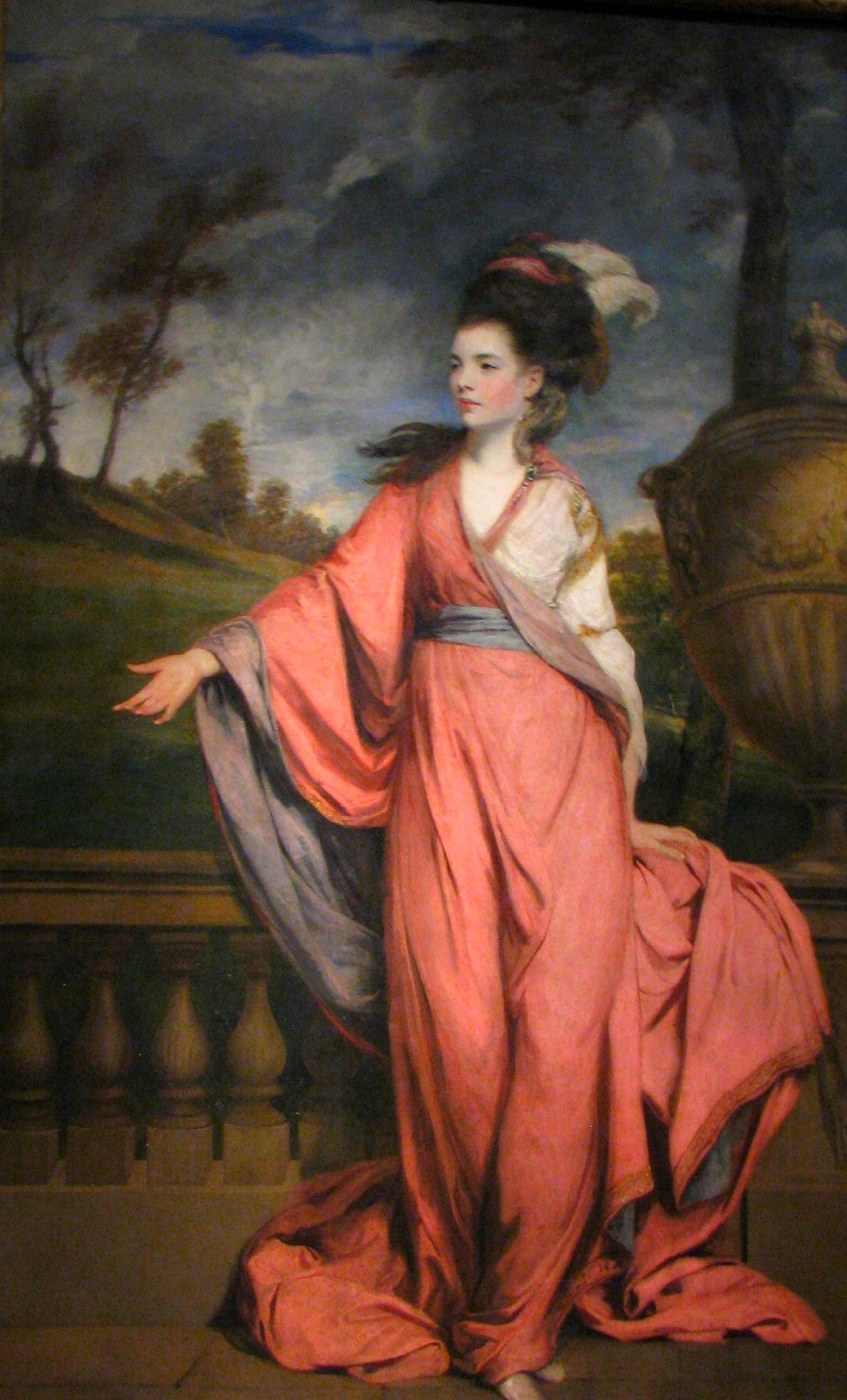
娘ジェーンの肖像画。ジョシュア・レノルズ画、1778年。

ロバート・フレミング（Robert Fleming、1749年5月までに没）と妻アンの息子として、1701年頃に生まれた。
1763年4月22日に準男爵に叙されたが、同年11月5日に死去した。その4週間前に息子に先立たれたため、後継者がおらず準男爵位は廃絶した。フレミングと息子の遺品は1764年2月21日にウェストミンスター寺院に預けられた。

## 家族

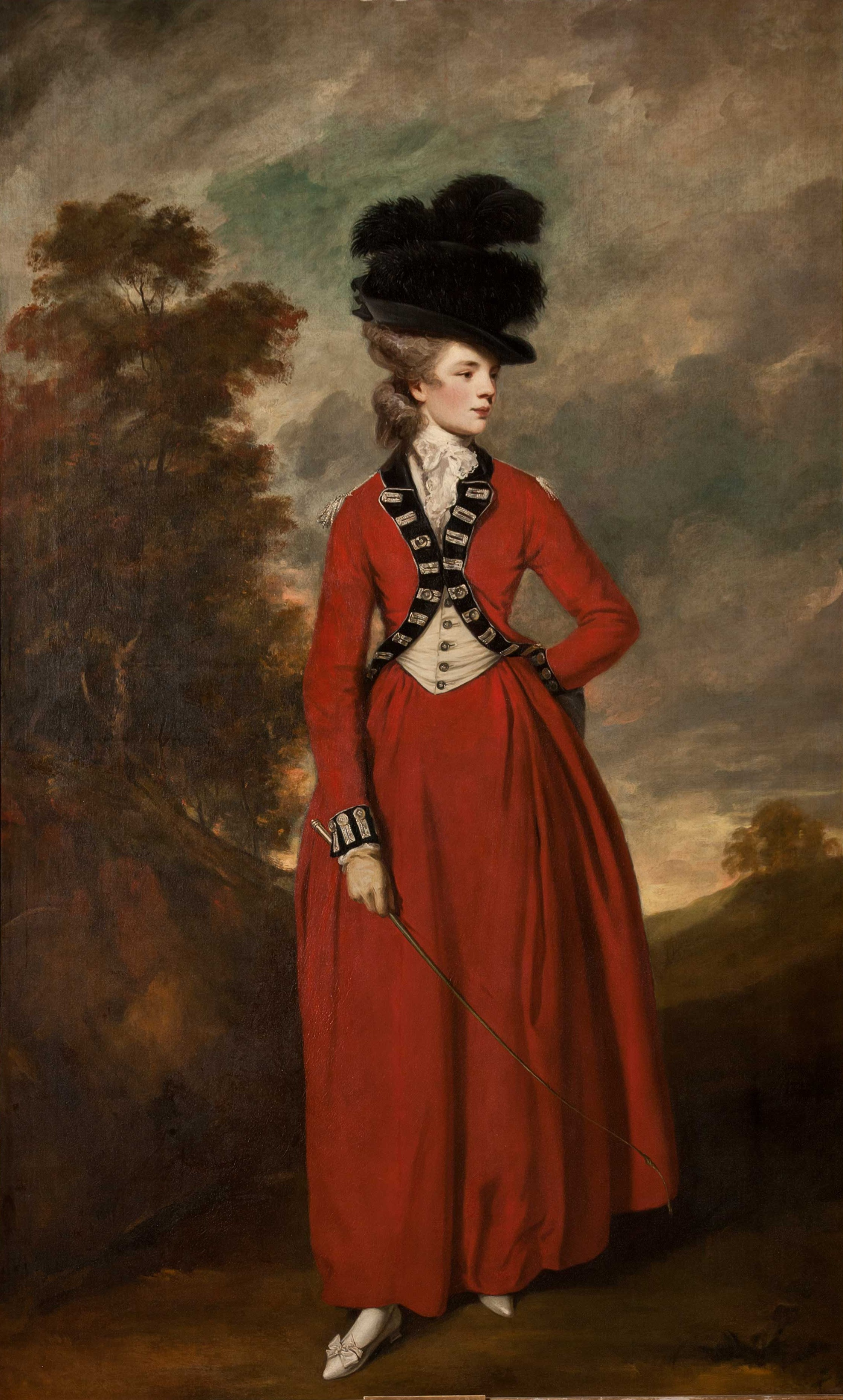
娘シーモア・ドロシーの肖像画。ジョシュア・レノルズ画、1776年。

1753年7月3日以降、ジェーン・コールマン（Jane Coleman、1732年頃 – 1813年4月11日、ウィリアム・コールマンの娘）と結婚、1男2女をもうけた。
- シーモア（Seymour、1763年10月没）
- ジェーン（英語版）（1824年没） - 1779年5月23日、第3代ハリントン伯爵チャールズ・スタンホープ（英語版）と結婚、子供あり
- シーモア・ドロシー（英語版）（1758年 – 1818年） - 1775年9月20日、第7代準男爵サー・リチャード・ウォーズリー（英語版）と結婚、1男（早世）をもうけた。1807年9月12日、ジョン・ルイス・カチェット（John Lewis Cuchet）と再婚した。多くの愛人をかかえ、多くの庶子をもうけた